# Malvapion malvae
Becmare puce
Espèce
Malvapion malvae, le Becmare puce, est une espèce de Coléoptères de la famille des Brentidae. C'est l'unique espèce européenne du genre Malvapion.

## Répartition
Large partie de l'Europe, assez commun dans le Sud de la France.

## Description
D'une longueur d'1,8 à 2,4 millimètres, il est fourni d'une longue pilosité blanche, plus fournie à certains endroits comme autour du scutellum. Les antennes et pattes sont orangées, ainsi que la moitié apicale du rostre.

## Biologie
La larve se développe dans les infrutescences des Malvacées (plusieurs espèces appartenant à plusieurs genres), la nymphose a lieu d'août à septembre et les adultes apparaissent dès le mois de mai.

## Classification
Le nom valide complet (avec auteur) de ce taxon est Malvapion malvae (Fabricius, 1775).
L'espèce a été initialement classée dans le genre Curculio sous le protonyme Curculio malvae Fabricius, 1775.
Ce taxon porte en français le nom vernaculaire ou normalisé suivant : Becmare puce.
Malvapion malvae a pour synonymes :
- Apion flavescens Villa & Villa, 1835
- Apion herbarum Aubé, 1850
- Apion malvae (Fabricius, 1775)
- Curculio malvae Fabricius, 1775
- Curculio pulex Gmelin, 1790
- Curculio pulex Goeze, 1777
- Rhinomacer minutus Geoffroy, 1785